# Озарк (аэропорт)
Аэропорт Блэкуэлл-Филд (англ. Blackwell Field), (FAA LID: 71J) — государственный гражданский аэропорт, расположенный в четырёх километрах к юго-востоку от города Озарк (Алабама, США).

## Операционная деятельность
Аэропорт Блэкуэлл-Филд занимает площадь в 46 гектар, расположен на высоте 109 метров над уровнем моря и эксплуатирует одну взлётно-посадочную полосу:
- 12/30 размерами 1571 х 24 метров с асфальтовым покрытием.

За период с 10 января 2007 по 10 января 2008 года аэропорт Блэкуэлл-Филд обработал 91 500 операций взлётов и посадок самолётов (в среднем 256 операций ежедневно), все рейсы в данном периоде пришлись на авиацию общего назначения.